# Горячев, Николай Анатольевич
Никола́й Анато́льевич Горя́чев (род. 1953) — советский и российский учёный, специалист в области геологии золоторудных и орогенных поясов Северо-Востока Азии, типоморфизма минералов рудных месторождений, металлогении золота, геохимии гранитоидов, общей металлогении Северо-Востока России. Главный научный сотрудник Северо-Восточного Комплексного научно-исследовательского института Дальневосточного Отделения Российской Академии Наук (СВКНИИ ДВО РАН). Доктор геолого-минералогических наук, профессор, академик РАН (2022).
Член Общероссийского гражданского фронта. Доверенное лицо президента РФ Владимира Путина по Магаданской области.

## Биография
Родился 11 июля 1953 года в городе Кимры (Калининская область). Окончил Ферзиковскую среднюю школу. В 1970 году поступил в Московский государственный университет на геологический факультет (специальность «геолог-геохимик»).
С 1975 по 1984 году работал старшим лаборантом — младшим научным сотрудником Геологического института Сибирского отделения АН СССР в Якутске.
С 1985 года является научным сотрудником, старшим научным сотрудником, учёным секретарём, заместителем директора по научной работе, а с 2004 года до 2017 года — директор Северо-Восточного комплексного научно-исследовательского института Дальневосточного отделения Российской академии наук в Магадане, в настоящее время главный научный сотрудник; профессор Северо-Восточного государственного университета. Член Президиума Дальневосточного отделения РАН. Временно исполнял обязанности председателя Федерального государственного бюджетного учреждения «Северо-Восточный организационно-методический центр Дальневосточного отделения Российской академии наук».

## Некоторые труды
Автор более ста научных работ, книг и справочников, среди которых:
- Горячев Н. А. Жильный кварц золоторудных месторождений Яно-Колымского пояса. — Владивосток: ДВО РАН, 1992. — 136 с.
- Горячев Н. А. Геология мезозойских золото-кварцевых жильных  поясов Северо-Востока Азии. — Магадан: СВКНИИ ДВО РАН, 1998. — 210 с.
- Горячев Н. А. Происхождение золото-кварцевых жильных поясов Северной Пацифики. — Магадан: СВКНИИ ДВО РАН, 2003. — 143 с.
- Горячев Н. А. Рудные месторождения в истории Земли. Тектоно-металлогенический очерк. — Владивосток: ДВО РАН, 2021. — 208 с.

## Награды и признание
- Медаль ордена «За заслуги перед отечеством» II степени (2009)
- Премия имени С. С. Смирнова — 2021